# Hudson Lowe
Hudson Lowe, född 28 juli 1769 i Galway, död 10 januari 1844 i Chelsea, var en brittisk general, Napoleon I:s fångvaktare.

## Biografi
Lowe deltog från 1793 i krigen mot Frankrike och stred därunder bland annat vid Toulon, på Korsika, i Portugal och Egypten, höll juni 1806 - oktober 1808 Capri besatt med en bataljon korsikanska emigranter (The corsican rangers) och ett maltesiskt regemente, men måste sedan ge sig för den franske generalen Jean Maximilien Lamarque, som anföll ön med flerdubbelt starkare trupper. 
Lowe deltog 1809 i erövringen av Joniska öarna, var en kort tid provisorisk guvernör där, återvände hem 1812 och utnämndes s.å. till överste. Han sändes i januari 1813 att inspektera en med brittiska subsidier uppsatt "rysk-tysk legion" av tyska desertörer från franska hären under reträtten från Moskva och åtföljde därvid sir Alexander Hopes beskickning till Stockholm. 
Under fälttåget 1813-1814 åtföljde han först ryska och sedan preussiska armén samt deltog i bland annat slagen vid Bautzen och Leipzig. I april 1814 förde han från Paris till London nyheten om Paris fall och Napoleon I:s abdikation samt adlades då och utnämndes till generalmajor. 
I södra Frankrike, där han under "de hundra dagarna" intagit Marseille (juli 1815), mottog Lowe underrättelse om sin utnämning till Napoleons fångvaktare och utsågs samtidigt av Ostindiska kompaniets direktörer till guvernör på S:t Helena, dit han anlände 14 april 1816. Många av de anklagelser, som Napoleon och dennes omgivning hopat över Lowe, kan ses som grundlösa eller överdrivna, men han kan ändå betraktas som pedantisk i småsaker och ofta taktlös vid fångens behandling. 
Efter Napoleons död (5 maj 1821) återvände Lowe till England. Han var 1825-1830 befälhavare över trupperna på Ceylon och blev 1830 generallöjtnant. För att försvara sitt beteende mot Napoleon utgav Lowe 1830 Memorial relatif à la captivité de Napoléon à S:te Héléne ("Memoirer av sir Hudson Lowe etc.", 1831). Han efterlämnade en rikhaltig: samling brev och anteckningar, "The Lowe papers" (nu i British Museum), på grundvalen varav W. Forsyth utgav det för Lowe apologetiska arbetet "History of the captivity of Napoleon at S:t Helena" (3 band, 1853).